# Profiel economie, cultuur en maatschappij
Economie, cultuur en maatschappij (ECM) is in Nederland een combinatieprofiel voor het hoger algemeen voortgezet onderwijs en het voorbereidend wetenschappelijk onderwijs die de profielen economie & maatschappij en cultuur & maatschappij combineert.

## Vakken
| Gemeenschappelijk deel                 | Gemeenschappelijk deel | Gemeenschappelijk deel | Gemeenschappelijk deel | Gemeenschappelijk deel | Gemeenschappelijk deel | Gemeenschappelijk deel |
| Vak                                    | SLU                    | SLU                    | afkorting              | examinering            | examinering            | opmerkingen |
| Vak                                    | havo                   | vwo                    | afkorting              | SE                     | CE                     | opmerkingen |
| -------------------------------------- | ---------------------- | ---------------------- | ---------------------- | ---------------------- | ---------------------- | --- |
| Nederlandse taal en literatuur         | 400                    | 480                    | netl                   | Ja                     | Ja                     | |
| Engelse taal en literatuur             | 360                    | 400                    | entl                   | Ja                     | Ja                     | |
| moderne vreemde taal                   |                        | 480                    |                        | Ja                     | Ja                     | alleen op het atheneum. |
| Latijnse of Griekse taal en literatuur |                        | 600                    | latl/grtl              | Ja                     | Ja                     | alleen op het gymnasium |
| maatschappijleer                       | 120                    | 120                    | maat                   | Ja                     | Nee                    | |
| lichamelijke opvoeding                 | 120                    | 160                    | lo                     | Ja                     | Nee                    | |
| culturele en kunstzinnige vorming      | 120                    | 160                    | ckv                    | Ja                     | Nee                    | |
| klassieke culturele vorming            |                        | 160                    | kcv                    | Ja                     | Nee                    | alleen op het vwo en in plaats van ckv. Op het gymnasium verplicht. Op het atheneum ter keuze van de leerling, voor zover de school die keuze aanbiedt. |
| algemene natuurwetenschappen           |                        | 120                    | anw                    | Ja                     | Nee                    | alleen op het vwo, sinds 2015 niet meer verplicht |
| profielwerkstuk                        | 80                     | 80                     | (pws)                  | nvt                    | nvt                    | |
| Profielvakken                          |                        |                        |                        |                        |                        | |
| wiskunde A of B                        | 320/360                | 520/600                | wisA/wisB              | Ja                     | Ja                     | op sommige scholen kan niet tussen wiskunde A of B gekozen worden.                                                                                      |
| economie                               | 400                    | 480                    | econ                   | Ja                     | Ja                     | {{{7}}} |
| geschiedenis                           | 320                    | 440                    | ges                    | Ja                     | Ja                     | {{{7}}} |
| moderne vreemde taal                   | 400                    | 480                    |                        | Ja                     | Ja                     | [ 1 ] |
| vrij deel                              |                        |                        |                        |                        |                        | |
| keuze-examenvak                        | 320                    | 440                    |                        | Ja                     | Nee                    | [ 2 ] |
| geheel vrij deel                       | 320                    | 480                    |                        | Ja                     | Ja                     | Scholen kunnen hun eigen invulling geven, zie hieronder.                                                                                                |
| godsdienst                             |                        |                        | gds                    | Ja                     | Nee                    | |
| loopbaanoriëntatie en begeleiding      |                        |                        |                        | nvt                    | nvt                    | |
| excursie                               |                        |                        | (exc)                  | nvt                    | nvt                    | |
| leerlingenactiviteiten                 |                        |                        |                        | nvt                    | nvt                    | |
| extra examenvak                        |                        |                        |                        | Ja                     | Ja                     | [ 2 ] |

Natuur en Gezondheid · Natuur en Techniek · Cultuur en Maatschappij · Economie en Maatschappij

Combinatieprofielen: Natuur, Techniek & Gezondheid · Economie, Cultuur & Maatschappij